# Stanley Smith Stevens
Pour les articles homonymes, voir Stevens.
Stanley Smith Stevens, né le 4 janvier 1906 à Ogden et mort le 18 janvier 1973 à Vail, est un psychologue et professeur d'université américain. Fondateur du laboratoire de psychoacoustique de l'université Harvard. Il met en évidence les courbes d'isophonie.

## Biographie
Il propose en 1936 une unité de mesure des intensités subjectives des sons, le sone. En collaboration avec John Volkmann et Edwin Newman, il met au point une échelle de perception des sons, l'échelle des mels ; mais les difficultés de répétabilité des mesures  aboutiront à une profusion d'échelles concurrentes, incompatibles entre elles, qui toutefois ne remettent pas en cause un constat fondamental de  Stevens : la « dilatation des octaves » dans le registre aigu. Ce phénomène est corroboré par certains aspects de la pratique musicale, notamment l'ordre dans lequel on accorde un piano.
Son traité posthume Psychophysics rassemble les résultats de ses recherches. Plus généralement, il contribua à la psychophysique en proposant en 1957 une loi de puissance reliant la grandeur physique d'un stimulus et l'intensité perçue, dite loi de Stevens.
Parmi ses nombreuses publications, Hearing, its psychology and physiology (1938) et son Handbook of Experimental Psychology (1951) font encore référence dans le domaine de la psychologie expérimentale.